# Thủy ngân(II) hydride
Thủy ngân(II) hydride, còn được gọi với nhiều cái tên khác là mercurane(2) và dihydridomercury là một hợp chất vô cơ có thành phần chính gồm hai nguyên tố thủy ngân và hydro, với công thức hóa học được quy định là HgH2 (cũng được viết là [HgH2]).
Hợp chất này ổn định về mặt động học ở nhiệt độ dưới −125 °C (−193 °F; 148 K), tồn tại dưới dạng chất rắn màu trắng, hoặc như một khí không màu ở áp suất riêng. Nó không có giá trị sử dụng trong kinh tế, và chỉ được điều chế vì lý do học tập lý thuyết.

## Lịch sử
Thủy ngân(II) hydride được tổng hợp và xác định thành công vào năm 1951 bởi Egon Wiberg và Walter Henle do phản ứng của thủy ngân(II) iodide và lithi tetrahydroaluminat trong một hỗn hợp ete dầu và tetrahydrofuran. Năm 1993, Legay-Sommaire đã công bố sản xuất HgH2 trong các argon cryo cryogenic và krypton matrices với một lase KrF.
Năm 2004, hợp chất rắn này đã được tổng hợp cách dứt khoát và được phân tích bởi Xuefeng Wang và Lester Andrews, bằng phản ứng cô lập trực tiếp của thủy ngân với hydro phân tử. Trong năm 2005, khí HgH2 được tổng hợp bởi Alireza Shayesteh và cộng sự, bằng phản ứng phản ứng pha khí trực tiếp của thủy ngân nóng với hydro phân tử ở nhiệt độ chuẩn. Xuefeng Wang và Lester Andrews xác định cấu trúc thủy ngân rắn HgH2, để chứng minh hợp chất này là một chất có cấu trúc tinh thể phân tử.